# Grades des Forces terrestres algériennes
Cet article répertorie les grades des officiers, sous-officiers et militaires du rang des Forces terrestres algériennes,.

## Officiers

### Officiers généraux
| Désignation                                | Appellation                      | Niveau de commandement habituel                  | Insignes |
| ------------------------------------------ | -------------------------------- | ------------------------------------------------ | -------- |
| Général d'armée Abréviation : GA           | mon général ou général (féminin) | Chef d'État-Major de l'Armée nationale populaire |          |
| Général de corps d'armée Abréviation : GCA | mon général ou général (féminin) | Commandant des Forces terrestres algériennes     |          |
| Général major Abréviation : GM             | mon général ou général (féminin) |                                                  |          |
| Général Abréviation : GL                   | mon général ou général (féminin) |                                                  |          |

### Officiers supérieurs
| Désignation                          | Appellation                            | Niveau de commandement habituel | Insignes |
| ------------------------------------ | -------------------------------------- | ------------------------------- | -------- |
| Colonel Abréviation : COL            | mon colonel ou colonel (féminin)       | régiment                        |          |
| Lieutenant-colonel Abréviation : LCL | mon colonel ou colonel (féminin)       | régiment                        |          |
| Commandant                           | mon commandant ou commandant (féminin) | bataillon ou groupe d'escadrons |          |

### Officiers subalternes
| Désignation                       | Appellation                             | Niveau de commandement habituel                    | Insignes |
| --------------------------------- | --------------------------------------- | -------------------------------------------------- | -------- |
| Capitaine Abréviation : CNE       | mon capitaine ou capitaine (féminin)    | compagnie, escadron, batterie, escadrille chef adj |          |
| Lieutenant Abréviation : LTN      | mon lieutenant ou lieutenant (féminin)  | section                                            |          |
| Sous-lieutenant Abréviation : SLT | mon lieutenant ou lieutenant (féminin)  | section                                            |          |
| Aspirant Abréviation : ASP        | mon lieutenant ou lieutenant (féminin)  | section                                            |          |
| Élèves-officiers Abréviation : EO | mon lieutenant ou lieutenant (féminin). |                                                    |          |

## Sous-officiers
| Désignation                            | Appellation                                                     | Niveau de commandement habituel      | Insignes |
| -------------------------------------- | --------------------------------------------------------------- | ------------------------------------ | -------- |
| Adjudant-chef Abréviation : ADC        | mon adjudant chef ou adjudant chef (féminin)                    | section                              |          |
| Adjudant Abréviation : ADJ             | mon adjudant ou adjudant (féminin) mon lieutenant ou lieutenant | section                              |          |
| Sergent-chef                           | chef                                                            | groupe et adjoint au chef de section |          |
| Sergent Abréviation : SGT              | Sergent                                                         | groupe                               |          |
| Élève sous-officier Abréviation : EVSO | Élève sous-officier                                             |                                      |          |

## Militaires de troupes
| Désignation                    | Appellation          | Niveau de commandement habituel      | Insignes |
| ------------------------------ | -------------------- | ------------------------------------ | -------- |
| Caporal-chef Abréviation : CCH | caporal-chef         | équipe, ou adjoint au chef de groupe |          |
| Caporal Abréviation : CPL      | caporal              | éventuellement équipe                |          |
| Soldat Abréviation : SDT       | soldat ou par le nom | Pas de commandement                  |          |

## Attributs et insignes distinctifs de tradition par armes et services
L'appartenance des militaires des Forces terrestres à une subdivision d'arme, un service, un corps statutaire, un corps de troupe ou une école est représentée au-dessus des marques de grade sur les fourreaux d'épaule par les attributs distinctifs, brodées sur drap de couleur.